# USS Putnam (DD-287)
USS Putnam (DD-287) là một tàu khu trục lớp Clemson được Hải quân Hoa Kỳ chế tạo vào cuối Chiến tranh Thế giới thứ nhất. Nó là chiếc tàu chiến đầu tiên của Hải quân Hoa Kỳ được đặt theo tên Charles Putnam (1854-1882), một sĩ quan Hải quân Hoa Kỳ. Putnam ngừng hoạt động năm 1929 và bị bán năm 1931 nhằm tuân thủ quy định hạn chế vũ trang của Hiệp ước Hải quân London.

## Thiết kế và chế tạo
Putnam được đặt lườn vào ngày 30 tháng 6 năm 1919 tại xưởng tàu Squantum Victory Yard của hãng Bethlehem Shipbuilding Corporation ở Squantum, Massachusetts. Nó được hạ thủy vào ngày 30 tháng 9 năm 1919, được đỡ đầu bởi cô Katherine Brown; và được đưa ra hoạt động vào ngày 18 tháng 12 năm 1919 dưới quyền chỉ huy của Hạm trưởng, Trung tá Hải quân Wilbur Riee Van Auken.

## Lịch sử hoạt động
Sau khi hoàn tất việc chạy thử máy ngoài khơi Boston, Massachusetts, Putnam được phân về Đội khu trục 43 thuộc Hải đội 3, Lực lượng Khu trục Hạm đội Đại Tây Dương đặt căn cứ tại Newport, Rhode Island. Nó khởi hành từ Newport vào ngày 8 tháng 2 năm 1920 để đi vịnh Guantánamo, Cuba, nơi nó tiến hành các cuộc thực tập mục tiêu cho đến ngày 26 tháng 4. Nó được gửi đến Tampico, Mexico để gia nhập cùng các tàu khu trục Isherwood và Reid trong việc theo dõi tình hình chính trị biến động tại đây từ ngày 10 tháng 5 đến ngày 14 tháng 6. Sau đó nó thực hiện một chuyến đi huấn luyện cho quân nhân dự bị giữa Philadelphia, Pennsylvania và Newport trước khi được đưa về lực lượng dự bị tại Charleston vào ngày 22 tháng 9,
Sau khi quay trở lại hoạt động thường trực vào ngày 1 tháng 5 năm 1921, Putnam được phân về Đội khu trục 49 trực thuộc Hải đội 1, và đã tham gia các cuộc thực tập mùa Hè cùng Lực lượng Khu trục ngoài khơi Newport cho đến ngày 16 tháng 11. Sau khi trải qua mùa Đông trong tình trạng dự bị tại Charleston, South Carolina, nó được điều động sang Đội khu trục 25 trực thuộc Hải đội 9 tại Newport vào ngày 27 tháng 6 năm 1922. Nó tham gia các cuộc thực tập tác xạ ngoài khơi vịnh Guantánamo từ ngày 16 tháng 4 đến ngày 25 tháng 5 năm 1923 trước khi quay trở về Boston để đại tu định kỳ. Nó gia nhập trở lại đội của nó tại vịnh Guantánamo vào ngày 5 tháng 4 năm 1924 để thực hành cơ động cùng Lực lượng Khu trục trực thuộc Hạm đội Tuần tiễu tại đây, và sau đó ở ngoài khơi Hampton Roads cho đến ngày 29 tháng 10. Nó lại tham gia cùng hạm đội cho việc thực hành ngư lôi tại vùng biển Caribe từ ngày 6 tháng 1 đến ngày 10 tháng 2 năm 1925.
Sau khi được sửa chữa tại Boston từ ngày 14 tháng 2 đến ngày 1 tháng 7 năm 1925, Putnam trình diện để phục vụ cùng Trạm Ngư lôi Hải quân Newport cho nhiệm vụ thử nghiệm, và đã tham gia vào việc truy tìm địa điểm đắm của tàu ngầm USS S-51 vào ngày 26 tháng 9. Nó rời Newport ngày 2 tháng 10 để đi Gonaïves, Haiti, vịnh Guantánamo và vùng kênh đào Panama để tiếp tục hoạt động thực tập cùng Lực lượng Khu trục Hạm đội Tuần tiễu. Nó lên đường đi Boston vào ngày 20 tháng 2 năm 1926 cho một đợt tái trang bị, và sau khi hoàn tất sửa chữa vào ngày 28 tháng 4, nó tiếp nối nhiệm vụ thử nghiệm ngư lôi tại Newport và cơ động hạm đội ngoài khơi Haiti cho đến tháng 10 năm 1927. Nó đi đến để tham gia tập trận Vấn đề Hạm đội từ ngày 30 tháng 10 đến ngày 2 tháng 12.
Sau khi thực tập ngoài khơi Haiti trong tháng 1 và tháng 2 năm 1928, Putnam hoàn tất ba chuyến đi huấn luyện quân nhân dự bị giữa Philadelphia và Newport từ ngày 30 tháng 6 đến ngày 24 tháng 8, trước khi lên đường đi Charleston vào ngày 31 tháng 8 để thực hành mìn sâu. Nó tiếp nối hoạt động tại vùng biển Panama vào ngày 16 tháng 1 năm 1929, tham gia cuộc tập trận Vấn đề Hạm đội IX, băng qua kênh đào Panama để tham gia thực hành tác xạ ngoài khơi Haiti trước khi lên đường đi Boston vào ngày 27 tháng 4. Nó lại phục vụ như tàu huấn luyện quân nhân dự bị trong hai chuyến đi ngoài khơi Tompkinsville, New York từ ngày 19 tháng 7 đến ngày 30 tháng 8.
Putnam được cho xuất biên chế tại Philadelphia vào ngày 21 tháng 9 năm 1929. Tên nó được cho rút khỏi danh sách Đăng bạ Hải quân vào ngày 22 tháng 10 năm 1930, và nó bị bán vào ngày 17 tháng 1 năm 1931. Nó được cải biến thành chiếc tàu chở hàng thương mại MV Teapa; và trong Thế Chiến II Teapa được Lục quân trưng dụng trong một nỗ lực nhằm tiếp tế cho Corregidor, Philippines đang bị quân Nhật phong tỏa.